# Acalypha eremorum
Acalypha eremorum är en törelväxtart som beskrevs av Johannes Müller Argoviensis. Acalypha eremorum ingår i släktet akalyfor, och familjen törelväxter. Inga underarter finns listade i Catalogue of Life.